# Cryptus nipponensis
Cryptus nipponensis är en stekelart som beskrevs av Tohru Uchida 1930. Cryptus nipponensis ingår i släktet Cryptus och familjen brokparasitsteklar. Inga underarter finns listade i Catalogue of Life.